# Lista de episódios de 13 Reasons Why

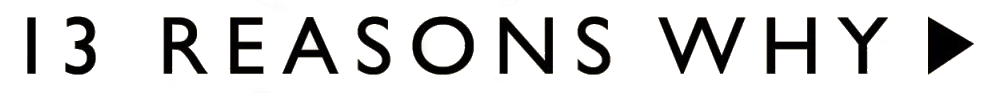

13 Reasons Why é uma série de televisão americana baseada no livro Thirteen Reasons Why de (2007), de Jay Asher, e adaptado por Brian Yorkey para a Netflix. A série gira em torno de uma estudante que se mata após uma série de falhas culminantes, provocadas por indivíduos selecionados dentro de sua escola. Uma caixa de fitas cassetes gravadas por Hannah antes de se suicidar relata treze motivos pelas quais ela tirou sua própria vida.
Apesar de ter sido inicialmente produzido e comercializado como minissérie, a Netflix renovou 13 Reasons Why para uma segunda temporada em maio de 2017 devido ao sucesso dos 13 episódios iniciais; a segunda temporada foi lançada em 18 de maio de 2018 e recebeu críticas mistas e negativas do público. Coincidindo com o lançamento da segunda temporada, a Netflix lançou um vídeo com o elenco que alertou os espectadores sobre alguns dos tópicos abordados no programa e forneceu um site de suporte para pessoas afetadas por depressão, ansiedade e outros problemas de saúde mental. Uma terceira temporada foi encomendada em junho de 2018 e lançada em 23 de agosto de 2019. Em agosto de 2019, a série foi renovada para a quarta e última temporada.

## Resumo
| Temporada | Temporada | Episódios | Episódios | Originalmente lançado |
| --------- | --------- | --------- | --------- | --------------------- |
|           | 1         | 13        | 13        | 31 de março de 2017   |
|           | 2         | 13        | 13        | 18 de maio de 2018    |
|           | 3         | 13        | 13        | 23 de agosto de 2019  |
|           | 4         | 10        | 10        | 5 de junho de 2020    |

## Episódios

### 1ª temporada (2017)
| N.º na série | N.º na temp. | Título original (Título no Brasil)       | Dirigido por         | Escrito por          | Lançamento          |
| ------------ | ------------ | ---------------------------------------- | -------------------- | -------------------- | ------------------- |
| 1            | 1            | "Tape 1, Side A" "(Fita 1, Lado A)" (BR) | Tom McCarthy         | Brian Yorkey         | 31 de março de 2017 |
| 2            | 2            | "Tape 1, Side B" "(Fita 1, Lado B)" (BR) | Tom McCarthy         | Brian Yorkey         | 31 de março de 2017 |
| 3            | 3            | "Tape 2, Side A" "(Fita 2, Lado A)" (BR) | Helen Shaver         | Diana Son            | 31 de março de 2017 |
| 4            | 4            | "Tape 2, Side B" "(Fita 2, Lado B)" (BR) | Helen Shaver         | Thomas Higgins       | 31 de março de 2017 |
| 5            | 5            | "Tape 3, Side A" "(Fita 3, Lado A)" (BR) | Kyle Patrick Alvarez | Julia Bicknell       | 31 de março de 2017 |
| 6            | 6            | "Tape 3, Side B" "(Fita 3, Lado B)" (BR) | Kyle Patrick Alvarez | Nic Sheff            | 31 de março de 2017 |
| 7            | 7            | "Tape 4, Side A" "(Fita 4, Lado A)" (BR) | Gregg Araki          | Elizabeth Benjamin   | 31 de março de 2017 |
| 8            | 8            | "Tape 4, Side B" "(Fita 4, Lado B)" (BR) | Gregg Araki          | Kirk Moore           | 31 de março de 2017 |
| 9            | 9            | "Tape 5, Side A" "(Fita 5, Lado A)" (BR) | Carl Franklin        | Hayley Tyler         | 31 de março de 2017 |
| 10           | 10           | "Tape 5, Side B" "(Fita 5, Lado B)" (BR) | Carl Franklin        | Nathan Louis Jackson | 31 de março de 2017 |
| 11           | 11           | "Tape 6, Side A" "(Fita 6, Lado A)" (BR) | Jessica Yu           | Diana Son            | 31 de março de 2017 |
| 12           | 12           | "Tape 6, Side B" "(Fita 6, Lado B)" (BR) | Jessica Yu           | Elizabeth Benjamin   | 31 de março de 2017 |
| 13           | 13           | "Tape 7, Side A" "(Fita 7, Lado A)" (BR) | Kyle Patrick Alvarez | Brian Yorkey         | 31 de março de 2017 |

### 2ª temporada (2018)
| N.º na série | N.º na temp. | Título original (Título no Brasil)                              | Dirigido por         | Escrito por                       | Lançamento         |
| ------------ | ------------ | --------------------------------------------------------------- | -------------------- | --------------------------------- | ------------------ |
| 14           | 1            | "The First Polaroid" "(A Primeira Foto Polaroid)" (BR)          | Gregg Araki          | Brian Yorkey                      | 18 de maio de 2018 |
| 15           | 2            | "Two Girls Kissing" "(Duas Garotas Se Beijam)" (BR)             | Gregg Araki          | Thomas Higgins                    | 18 de maio de 2018 |
| 16           | 3            | "The Drunk Slut" "(Vagabunda e Bêbada)" (BR)                    | Karen Moncrieff      | Marissa Jo Cerar                  | 18 de maio de 2018 |
| 17           | 4            | "The Second Polaroid" "(A Segunda Polaroid)" (BR)               | Karen Moncrieff      | Hayley Tyler                      | 18 de maio de 2018 |
| 18           | 5            | "The Chalk Machine" "(A Máquina de Giz)" (BR)                   | Eliza Hittman        | Nic Sheff                         | 18 de maio de 2018 |
| 19           | 6            | "The Smile at the End of the Dock" "(O Sorriso nas Docas)" (BR) | Eliza Hittman        | Julia Bicknell                    | 18 de maio de 2018 |
| 20           | 7            | "The Third Polaroid" "(A Terceira Polaroid)" (BR)               | Michael Morris       | Brian Yorkey                      | 18 de maio de 2018 |
| 21           | 8            | "The Little Girl" "(A Garotinha)" (BR)                          | Michael Morris       | Felischa Marye                    | 18 de maio de 2018 |
| 22           | 9            | "The Missing Page" "(A Página Faltando)" (BR)                   | Kat Candler          | Rohit Kumar                       | 18 de maio de 2018 |
| 23           | 10           | "Smile, Bitches!" "(Sorriam, Babacas)" (BR)                     | Kat Candler          | Kirk Moore                        | 18 de maio de 2018 |
| 24           | 11           | "Bryce and Chloe" "(Bryce e Chloe)" (BR)                        | Jessica Yu           | Marissa Jo Cerar & Thomas Higgins | 18 de maio de 2018 |
| 25           | 12           | "The Box of Polaroids" "(A Caixa de Polaroids)" (BR)            | Jessica Yu           | Hayley Tyler & Brian Yorkey       | 18 de maio de 2018 |
| 26           | 13           | "Bye" "(Adeus)" (BR)                                            | Kyle Patrick Alvarez | Brian Yorkey                      | 18 de maio de 2018 |

### 3ª temporada (2019)
| N.º na série | N.º na temp. | Título original (Título no Brasil) | Dirigido por      | Escrito por | Lançamento           |
| ------------ | ------------ | --- | ----------------- | --- | -------------------- |
| 27           | 1            | "Yeah. I'm the New Girl" "(Sim, eu sou a garota nova)" (BR)                                                                                             | Michael Morris    | Brian Yorkey | 23 de agosto de 2019 |
| 28           | 2            | "If You're Breathing, You're a Liar" "(Se você está respirando, está mentindo)" (BR)                                                                    | Michael Morris    | Allen MacDonald | 23 de agosto de 2019 |
| 29           | 3            | "The Good Person Is Indistinguishable from the Bad" "(Não dá para diferenciar uma pessoa boa de uma má)" (BR)                                           | Jessica Yu        | Hayley Tyler | 23 de agosto de 2019 |
| 30           | 4            | "Angry, Young and Man" "(Nervoso, jovem e homem)" (BR)                                                                                                  | Jessica Yu        | Thomas Higgins | 23 de agosto de 2019 |
| 31           | 5            | "Nobody's Clean" "(Ninguém está limpo)" (BR) | Bronwen Hughes    | Trevor Martins Smith | 23 de agosto de 2019 |
| 32           | 6            | "You Can Tell the Heart of a Man by How He Grieves" "(Você conhece um homem pelo seu jeito de sofrer)" (BR)                                             | Bronwen Hughes    | Mfoniso Udofia | 23 de agosto de 2019 |
| 33           | 7            | "There Are a Number of Problems with Clay Jensen" "(Clay Jensen tem vários problemas)" (BR)                                                             | Kevin Dowling     | Julia Bicknell | 23 de agosto de 2019 |
| 34           | 8            | "In High School, Even on a Good Day, It's Hard to Tell Who's on Your Side" "(Na escola, mesmo num dia bom, é difícil dizer quem está do seu lado)" (BR) | Kevin Dowling     | Felischa Marye | 23 de agosto de 2019 |
| 35           | 9            | "Always Waiting for the Next Bad News" "(Sempre esperando pelas próximas más notícias)" (BR)                                                            | Aurora Guerrero   | M.K. Malone | 23 de agosto de 2019 |
| 36           | 10           | "The World Closing In" "(O cerco está fechado)" (BR) | Aurora Guerrero   | História por : Rohit Kumar & Allen MacDonald & Thomas Higgins & Hayley Tyler Roteiro por : Allen MacDonald & Thomas Higgins & Hayley Tyler & Brian Yorkey | 23 de agosto de 2019 |
| 37           | 11           | "There Are a Few Things I Haven't Told You" "(Tem umas coisas que eu não te contei)" (BR)                                                               | Kevin Dowling     | Helen Shang | 23 de agosto de 2019 |
| 38           | 12           | "And Then the Hurricane Hit" "(E aí o furacão chegou)" (BR)                                                                                             | Kevin Dowling     | História por : Thomas Higgins & Hayley Tyler & Trevor Marti Smith Roteiro por : Allen MacDonald & M.K. Malone & Helen Shang                               | 23 de agosto de 2019 |
| 39           | 13           | "Let the Dead Bury the Dead" "(Deixe os mortos enterrarem os mortos)" (BR)                                                                              | John T. Kretchmer | Brian Yorkey | 23 de agosto de 2019 |

### 4ª temporada (2020)
| N.º na série | N.º na temp. | Título                                             | Dirigido por   | Escrito por                                       | Lançamento         |
| ------------ | ------------ | -------------------------------------------------- | -------------- | ------------------------------------------------- | ------------------ |
| 40           | 1            | "Winter Break" "Férias" (BR)                       | Russel Mulcahy | Brian Yorkey                                      | 5 de junho de 2020 |
| 41           | 2            | "College Tour" "Visita à Faculdade" (BR)           | Russel Mulcahy | Allen MacDonald                                   | 5 de junho de 2020 |
| 42           | 3            | "Valentine's Day" "Dia dos Namorados" (BR)         | Michael Sucsy  | Hayley Tyler                                      | 5 de junho de 2020 |
| 43           | 4            | "Senior Camping Trip" "Viagem do Último Ano" (BR)  | Michael Sucsy  | Thomas Higgins                                    | 5 de junho de 2020 |
| 44           | 5            | "House Party" "Festa" (BR)                         | Brenda Strong  | M. K. Malone & Franky D. Gonzalez                 | 5 de junho de 2020 |
| 45           | 6            | "Thursday" "Segurança Máxima" (BR)                 | Brenda Strong  | Evangeline Ordaz                                  | 5 de junho de 2020 |
| 46           | 7            | "College Interview" "Entrevista de Admissão" (BR)  | Sunu Gonera    | Allen MacDonald & Hayley Tyler & Evangeline Ordaz | 5 de junho de 2020 |
| 47           | 8            | "Acceptance/Rejection" "Entrou na Faculdade?" (BR) | Sunu Gonera    | Sahar Jahani & Thomas Higgins                     | 5 de junho de 2020 |
| 48           | 9            | "Prom" "Baile de Formatura" (BR)                   | Tommy Lohmann  | Brian Yorkey                                      | 5 de junho de 2020 |
| 49           | 10           | "Graduation" "Formatura" (BR)                      | Brian Yorkey   | Brian Yorkey                                      | 5 de junho de 2020 |